# Eupterotidae
Eupterotidae (лат.) — семейство чешуекрылых, насчитывающее около 300 видов, распространённых в Африке, в тропической Азии, Океании, Центральной и Южной Америки.

## Описание
Бабочки среднего или большого размера, похожи на бабочек из другого семейства — павлиноглазки. Размах крыльев составляет от 25 до 100 мм. Половой диморфизм — самки крупнее самцов. Тело бабочек покрыто волосками. Окраска крыльев обычно коричневая или бурая, буро-красная красными крыльями, некоторые виды окрашены в жёлтые цвета. Часто рисунок на передних крыльях представлен тёмными поперечными полосами. Передние крылья у ряда видов с острой вершиной, а внешний край более или менее серповидно загнут. Радиальная жилка отсутствует, так что R1 отделяется от Rs. Задние крылья более округлые, с тупой вершиной.
Тело длинное и цилиндрические. Голова относительно небольшая. Усики являются достаточно короткими (примерно 1\3—1\4 от длины переднего крыла), более развиты у самцов. Хоботок не развит. Ноги развиты плохо.

## Систематика
Семейство состоит из четырёх подсемейств и неразмещённой группы Ganissa. Подсемейство Eupterotinae насчитывает около 11 родов, группа Ganissa около 10 родов, подсемейство Janinae включает около 16 родов, подсемейство Panacelinae состоит из одного рода, включающего 3 вида, а подсемейства Striphnopteryginae включает 15 родов.

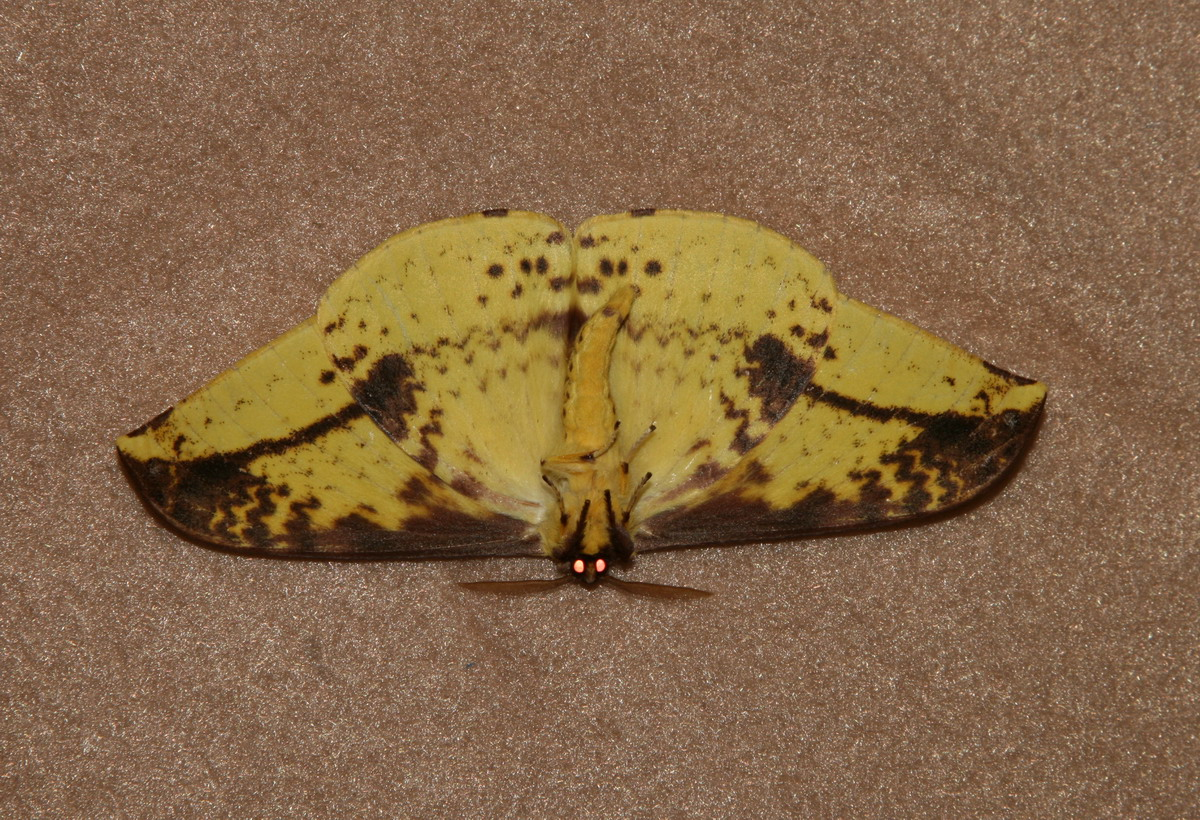
Eupterote sp.
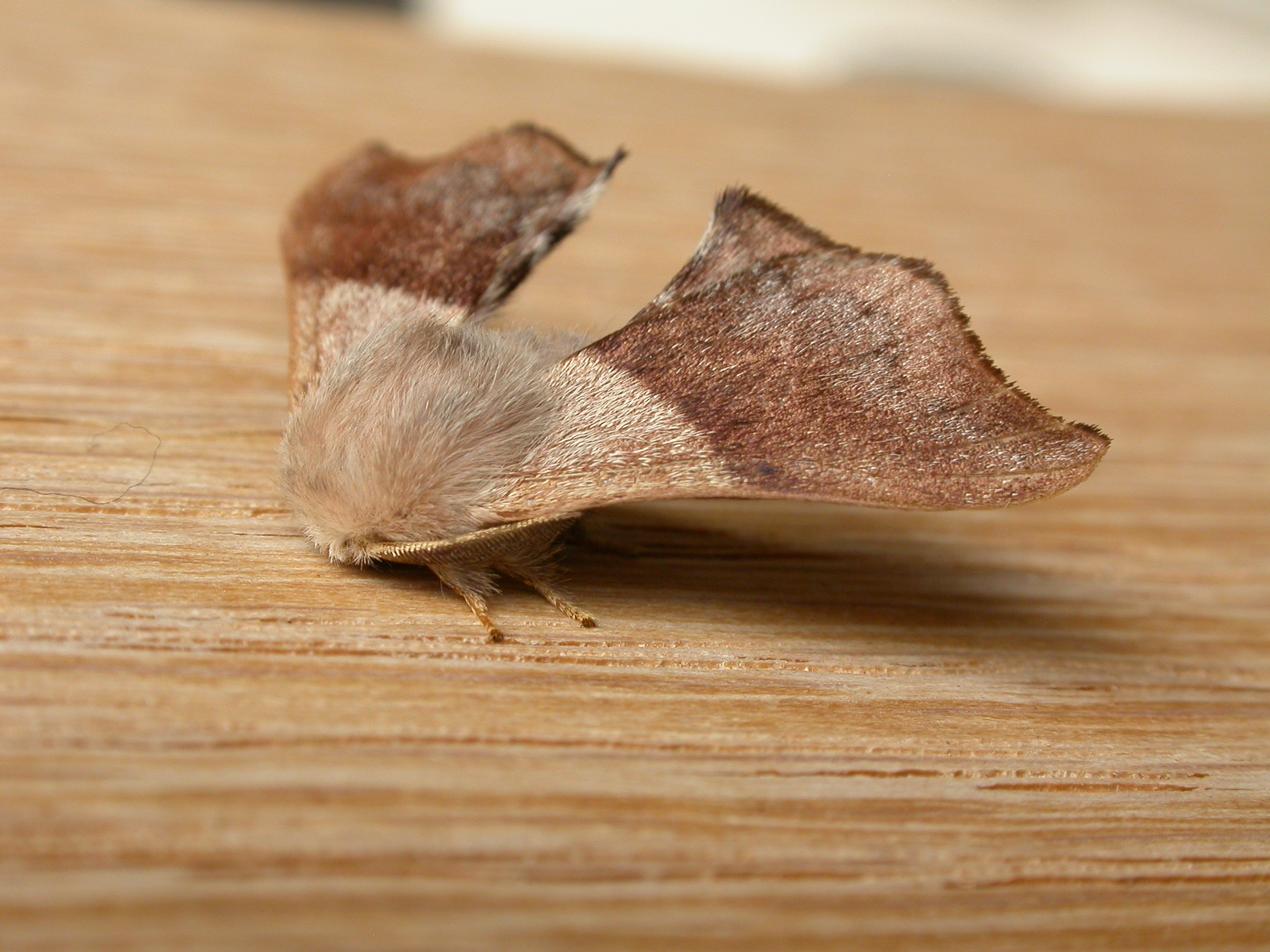
Panacela lewinae

## Роды
- Acrojana
- Apha
- Apona
- Bantuana
- Brachytera
- Calapterote
- Camerunia
- Catajana
- Cotana
- Cyrtojana
- Dreata
- Drepanojana
- Epicydas
- Epijana
- Euchera
- Eupterote
- Ganisa
- Gastridiota
- Gonojana
- Hemijana
- Heringijana
- Heteromorpha
- Hibrildes
- Hoplojana
- Horanpella
- Hypercydas
- Jana
- Janomima
- Lasiomorpha
- Leptojana
- Lewinibombyx
- Lichenopteryx
- Mallarctus
- Marmaroplegma
- Melanergon
- Melanothrix
- Messata
- Murlida
- Neopreptos
- Nervicompressa
- Nisaga
- Pachyclea
- Pachyjana
- Palirisa
- Panacela
- Pandala
- Paracydas
- Parajana
- Paramarane
- Paraphyllalia
- Phasicnecus
- Phiala
- Phyllalia
- Poloma
- Preptos
- Preptothauma
- Pseudoganisa
- Pseudojana
- Pterocerota
- Pugniphalera
- Rarisquamosa
- Rhabdosia
- Sangatissa
- Sarmalia
- Sarvena
- Schistissa
- Semuta
- Sesquiluna
- Spalyria
- Sphingognatha
- Stenoglene
- Stibolepis
- Striphnopteryx
- Tagora
- Teratojana
- Tissanga
- Trichophiala
- Urojana
- Vianga